# Jacinto Bustos Vasallo
Jacinto Bustos Vasallo (Aldeanueva de Figueroa, 1922 - Barcelona, 1987) va ser un escultor espanyol. Signava les seves obres únicament com Vasallo.

## Biografia
Va estudiar a l'Escola d'Arts i Oficis de Salamanca, i va treballar al taller de Francisco González Macías. Va ampliar els seus estudis amb beques a París i Roma. Posteriorment es va traslladar a Barcelona, on va treballar al taller de Josep Clarà fins a la defunció d'aquest el 1958. Entre 1957 i 1975 va realitzar diverses exposicions a la ciutat comtal.
Entre les seves obres a Barcelona destaquen:
- Maternitat (1961), a la Plaça del Congrés Eucarístic, una figura en pedra que representa una mare amb el seu fill en braços.
- Adam (1968), al Parc de Cervantes, escultura de pedra en forma de nu masculí reclinat, que representa el primer home.
- A Francesc Carreras i Candi (1975), al Parc de la Ciutadella, un bust en marbre dedicat a aquest historiador.